# 郡中線
郡中線（日语：／ Gunchū sen */?）是一條由伊予鐵道營運的鐵道路線，連接愛媛縣松山市的松山市站至伊予市的郡中港站，貫通松山市南部區域，並與JR四國予讚線松山站～伊予市站有直接的競爭關係。由於班次、實行定點時間以及途經松山市外圍的住宅生活圏，包括松前町及伊予市的區域，都成了本線的優勢，而根據松前町及伊予市的統計，近年使用郡中線的人數都有持續的增長。

## 路線資料
- 路線距離（營業距離）：11.3公里
- 軌距：1067毫米
- 站數：12個（包括起終點站）
- 複線路段：沒有
- 單線路段：全線
- 電氣化區間：全線（直流750V）
- 閉塞方式：自動閉塞式
- 最高速度：65公里/小時
- 車輛基地：古町車輛基地（最近車站為古町站）
- 最大連結車輛數：3輛

## 營運模式
全線只提供普通列車。同時路線獨立運作，並不與高濱線及橫河原線作直通運轉。定點時間由松山市站發車為逢正點、15分、30分及45分；與高濱線的發車時間完全相同。
平日除了早上7時開出2個班次來回松山市～松前的區間車外，其他班次均行經全線。一般每15分鐘一班，早上繁忙時間則稍為加密至9-13分鐘一班，清晨及晚上則為20-30分鐘一班。以3000系3輛編成、610系或700系2輛編成列車行駛。一般時段共使用4列列車；早上繁忙時間額外多配1列。每年8月第1個星期日所舉行的「三津濱花火大會」，亦會延長服務時間至23:30。

## 歷史
- 1896年7月4日：南予鐵道藤原（即現時的松山市站）～郡中站開業[4]。
- 1900年5月1日：伊予鐵道與南予鐵道合併。改稱為郡中線。藤原站跟隨伊予電鐵車站名，改稱為外側站。
- 1901年2月21日：地藏町站開業。
- 1902年6月1日：外側站改稱為松山站。
- 1909年7月1日：新川站開業。
- 1910年：

- 7月4日：出合站更改用途為貨物站。
- 7月18日：岡田站開業。

- 1916年12月31日：伊予鉄道與伊予水力電氣合併，會社名稱改為「伊予鐵道電氣」。
- 1927年3月1日：松山站改稱為松山市站。
- 1930年3月6日：土居田站開業。
- 1937年：出合站廢站。

- 7月22日：全線軌距由762mm改為1067mm。

- 1939年5月10日：郡中站～郡中港站間開業。
- 1942年4月1日：伊予鐵道電氣將電力事業分離，再次歸入伊予鐵道。
- 1950年5月10日：松山市～郡中港進行電化。
- 1953年4月15日：土橋站開業。
- 1967年：

- 2月15日：鎌田站開業。
- 3月9日：古泉站開業。

- 1976年3月25日：全線改用750V電壓。
- 1980年：因應重信川防波堤改善工程，將跨越的重信川橋樑由桁架橋改以箱形桁橋撘建。
- 1991年8月1日：地藏町站加設列車交換設備，班次由每20分鐘開出一列3輛編成列車改為15分鐘開出一列2輛編成列車。
- 2009年12月12日：開始使用3000系列車，18年後3輛編成列車再次出現。
- 2015年5月25日：陸續增設車站編號[5]。
- 2025年：

- 3月18日：全線可使用ICOCA及全國交通系IC卡。
- 9月：停用自家IC卡「E-card」。

## 車站列表
所有車站都位於愛媛縣。
範例
站員的有無 … *：直營有人站，+：委託有人站，無印：終日無人站
軌道（全線單線） … ◇：可列車交會，｜：不可列車交會
| 車站編號 | 中文站名 | 日文站名 | 英文站名 | 站間距離 | 營業距離 | 接續路線                                           | 站員配置 | 軌道 | 所在地       |
| -------- | -------- | -------- | -------- | -------- | -------- | -------------------------------------------------- | -------- | ---- | ------------ |
| IY10     | 松山市   |          |          | -        | 0.0      | 伊予鐵道：■高濱線、■橫河原線、花園線（松山市站前） | *        | ｜   | 松山市       |
| IY25     | 土橋     |          |          | 0.7      | 0.7      |                                                    | +        | ｜   | 松山市       |
| IY26     | 土居田   |          |          | 1.5      | 2.2      |                                                    | +        | ◇    | 松山市       |
| IY27     | 余戶     |          |          | 1.3      | 3.5      |                                                    | +        | ◇    | 松山市       |
| IY28     | 鎌田     |          |          | 0.7      | 4.2      |                                                    |          | ｜   | 松山市       |
| IY29     | 岡田     |          |          | 1.4      | 5.6      |                                                    | +        | ◇    | 伊予郡松前町 |
| IY30     | 古泉     |          |          | 1.0      | 6.6      |                                                    | +        | ｜   | 伊予郡松前町 |
| IY31     | 松前     |          |          | 1.3      | 7.9      |                                                    | *        | ◇    | 伊予郡松前町 |
| IY32     | 地藏町   |          |          | 0.7      | 8.6      |                                                    | +        | ◇    | 伊予郡松前町 |
| IY33     | 新川     |          |          | 0.9      | 9.5      |                                                    | +        | ｜   | 伊予市       |
| IY34     | 郡中     |          |          | 1.2      | 10.7     |                                                    | +        | ｜   | 伊予市       |
| IY35     | 郡中港   |          |          | 0.6      | 11.3     | 四國旅客鐵道：予讚線（伊予市）                     | +        | ｜   | 伊予市       |

廢站
- 出合站（日语：出合駅）：（貨物站，1937年廢站）